# Abbadia cerreto
Abbadia Cerreto és un municipi d'Itàlia situat a la província de Lodi, a la Llombardia. Té 289 habitants (2009).3
L'economia local es basa principalment en l'agricultura. Al costat de l'municipi veí Corte Palasio, forma la Unió de municipis Oltre Adda Lodigiano.

## Història
El municipi es va desenvolupar al voltant de l'abadia benedictina fundada el 1084 pel comte de Cassino, d'estil gòtic-romànic. La torre octogonal es troba en el creuer, on es col·locava la corda que era usada per tocar les campanes. L'abadia va passar a ser un monestir cistercenc a 1131, i una encomana en 1431. Va ser suprimida en 1798. De l'abadia només queda l'església de Sant Pere, de al segle XII.
En el període napoleònic (1809-1816) Abbadia Cerreto va ser una fracció de Cort Palasio, recuperant la seva autonomia amb la constitució del Regne de Llombardia-Venècia.

La localitat va veure com la població abandonava el camp per anar a vivii a les ciutats industrials, veient com la població es reduïa més d'un 30% des dels anys 1950. Des dels anys 2000 la població ha augmentat a causa de l'increment del terreny edificable.
El nom de la localitat prové de la presència d'una abadia (Abbadia) benedictina i de el tipus d'arbre freqüent en aquella zona, Quercus cerris, Cerreto en italià.